# Metriskt yttre mått
Ett metriskt yttre mått är en typ av yttre mått i metriska rum.

## Formell definition
Om {\displaystyle (X,d)\,} är ett metriskt rum så är ett yttre mått {\displaystyle \mu ^{*}\,} metriskt om
{\displaystyle d(A,B)>0\,.}
implicerar att
{\displaystyle \mu ^{*}(A\cup B)=\mu ^{*}(A)+\mu ^{*}(B)}
för alla {\displaystyle A,B\subset X\,}. 
I metriska rum är ett yttre mått metriskt om och endast om det är Borel.

## Exempel
Yttre Lebesguemåttet och yttre Hausdorffmåttet är metriskt.